# Dobrač
Dobrač (nemško Dobratsch ali Villacher Alpe) je 2166 metrov visoka gora na avstrijskem Koroškem. Tvori vzhodni obronek Ziljskih Alp nad mestom Beljak  in dolino Zilje. Dobrač je zaščiten kot naravni park.
Dobrač je tudi ime istoimenskega Slovenskega prosvetnega društva »Dobrač« na Brnci na Zilji.

## Lega in pokrajina
Dobrač predstavlja trn Ziljskih Alp  med sotočjem Drave na severu in Zile  na jugu.

### Geografska razmejitev
Po avstrijski geografski razmejitvi  ima dobraška skupina številko  3740 kot del Zilskih Alp (ki mu v nemščini tudi rečejo Drauzug). Goro Dobrač razmejuje:
- na jugu linija od Čajne po reki Zilji do  njenega izliva v Dravo pri Beljaku;
- na severovzhodu linija ob Dravi do kraja Gummern (občina Weißenstein) do Nockbergov,
- na severu in na vzhodu linija od vasi Weissenbach ob Dravi preko Mitterwalda, Plajberka  do Čajnškega potoka do skupine Graslica (nemško Graslitzengruppe) v Nockbergih.

 
Dobrač v ožjem smislu omejuje na vzhodu gora  Pungart, kjer mejna črta teče s severa proti jugu:
- reka Zilja proti zahodu Rogaje – Wabenriegel -  Beli potok -  Sveti Duh nad Beljakom – Mitterwald ob reki Weissenbach.

## Geologija
Dobrač in njegovo gorovje šteje v geološko enoto Dravske enote (nemško Drauzug). Na vseh straneh najdemo geološke motnje. Na jugu je Ziljska dolina oziroma periadriatska prelomna cona, na severu pa je motnja vzdolž Plajberške doline. Proti zahodu so verjetno dobraške kamnine pokrile po naravni tektonski poti kamnine iz karbona  pri Čajni. Na vzhodu se Dobrač stopničasto spušča proti Beljaški kotlini vzdolž prelomnice, ki teče s severa proti jugu. Na severu pa je motnja Dravske doline pustila svoje sledove v poševni strukturi pobočji.
Kamnina Dobrača je večplastna, tako da se sloji ponavljajo. Sedimentne kamnine ležijo s tektonsko mejo na ziljskem kristalinu. Značilnost dobraškega pogorja je v tem, da se kamnine iz triasa (zlasti srednjega triasa) jasno razlikujejo od kamnin Dravskega gorovja oziroma Zijskih Alp ter da  imajo močne podobnosti z južnoalpinskim triasom v Karavankah.
Na južnem pobočju Dobrača, zlasti pri Rogajah najdemo grušč in drobir visoko v gorski steni, ki sta posledica popotresnega geološkega delovanja, kjer lahko neposredno vidimo prvotno kamnino le na nekaterih mestih. V dolini pa prav ta grušč pokriva ledenodobne sedimente Zilje.
Na Dobraču je prišlo najmanj dvakrat do velikega podora gore:
- V prazgodovinski dobi se je zrušilo okoli 900 mio m³ z jugovzhodne strani gore v Ziljsko dolino in je pokrilo okoli 24 km².
- 25. januarja 1348 je močan potres z epicentrom v Furlaniji povzročil ponovi podor gore. Zrušilo se je približno 150 mio. m³ grušča in po legendi pod seboj zasulo  17 vasic . Danes ugotavljajo, da se je grušč sesul na isto področje kot pri prvotnem podoru, kjer ni bilo vasi.

Zaradi naravne zajezitve so morali domačini zapustili dve vasi. Zadnji ostanki jezera so izginili šele 18. stoletju. Domnevajo, da je podor povzročilo deževno in pozimi snežno vreme v prethodnem letu, tako da je udirajoča voda zrahljala material, ki se je ob potresu sprožil.
Do danes  se imenuje področje podora Rdeča peč'. Področje kamor se je rušilo kamenje pa Rogaje, ki je sedaj tudi zaščiten naravni spomenik.

## Rudarstvo
Že v zgodnjem novem veku so v Rogajah kopali baker.
 

## Turizem in povezave
Za pohodnike po Dobraču vodijo številne:
 
- Pot številka 291 šteje med najbolj priljubljene, in pelje od konca asfaltirane ceste iz Beljaka do oddajnika. Razen spodnjega dela poteka pot po ravnem in je primerna tudi za neizkušene pohodnike.[3]
- Pot šteilka 294, znana tudi kot „lovska steza“, ima isto izhodiščno točko, vendar vodi k vrhu preko strmega južnega pobočja. Pot je ozka in zahtevna.

Na zahodnem delu glavnega vrha se nahaja koča Avstrijskega planinskega društva, ki je bila obnovljena leta 2011. Do vzhodnega dela vrha vodi plačljiva asfaltirana cesta, imenovana Beljaška alpska cesta. Tu je bilo nekoč malo smučišče, ki je pa bilo opuščeno leta 2002 zaradi naravovarstvenih razlogov - vodovarstveno območje. Na gori je nekaj toplih izvirov, ki jih koristijo v Beljaških toplicah.
 

## Oddajnik Dobrač
Oddajnik na Dobraču je iz leta 1971. Visok je 165 metrov in hibridne gradnje (baza iz betona, vrh iz železa). Oddajnik zagotavlja osnovno pokrivanje Koroške, avstrijske južne Štajerske ter seže tudi v Kanalsko dolino  v  Italiji in na področje med Jesenicami in Ljubljano.

## Cerkvi na vrhu
T.i. Slovenska cerkev (nem. Windische Kapelle) na Dobraču v občini Čajna na avstrijskem Koroškem je posvečena Marijinem vnebovzetju. Ime jo razlikuje od druge cerkve na gori, to je t. i. Nemška cerkev.
Kapelo je leta 1690 dal zgraditi graščak na gradu Wasserleonburg, Baronu von Semmler, kot izpolnitev zaobljube. Po drugi legendi naj bi cerkev darovala gospa Semmler, lastnica istega gradu, potem ko je njen gluhonem sin spregovoril, za kar je prosila Marijo mati božjo.
Do leta 1760 je cerkev pripadala fari Šentjur na Zilji, od tedaj pa spada pod župnijo v Čačah.
Kapela ima apsido na 3/8. ki jo nosijo oporniki. Zahodna vrata ima kamniti okvir z reliefom, na vratih pa piše „FCVA 1825“. Sodobno fresko, ki predstavlja črno Madono, je naslikala Helga Druml.
V notranjosti cerkve najdemo rastlinske ornamente z začetka 18. stoletja. Na marmornatem oltarju je marmornati kip Matere božje.
Nemška cerkev, Marija na Kamnu (Maria am Stein ali Nemška kapela) je nad hišo na vrhu blizu Hudega grabna. Cerkev je bila zgrajena leta 1692 in je najvišje ležeča cerkev na vrhu izmed vsemi starimi cerkvami tega tipa v vzhodnih Alpah. Cerkev so zgradili rudarji iz Plajberka in spominja na legendo, po kateri se je prikazala nekemu pastirju Marija, sedeča na kamnu. Od tod njeno ime.

## SPD "Dobrač"
Na vznožju Dobrača, v vasi Brnca je aktivno Slovensko prosvetno društvo »Dobrač« (SPD Dobrač), ki je bilo ustanovljeno leta 1906.